# Nicolai Ambrosi
Nicolai Ambrosi (n. 26 martie 1951, Țîntăreni, Raionul Telenești, Republica Moldova organizator și promotor consecvent al mișcării sportive și olimpice din Republica Moldova, antrenor emerit și lucrător emerit în domeniul culturii fizice și sportului din Republica Moldova; Doctor în științe economice (2009), conferențiar universitar în pedagogie profesională (2013), autor de cărți: monografii, crestomații, manuale, compendii universitare, postere, note de curs și sute de lucrări, articole, comunicări și publicații științifice.
Nicolai Ambrosi este un exemplu de excelență și dedicare în domeniul sportului și educației fizice, iar distincțiile acordate de-a lungul carierei sale reflectă contribuția sa remarcabilă. Printre cele mai importante recunoașteri se numără:
- Medalia „Meritul Civic” (2000) – acordată pentru contribuția la dezvoltarea sportului moldovenesc și promovarea valorilor olimpice.
- Ordinul „Gloria Muncii” (2011) – distincție care subliniază eforturile sale neobosite în educația sportivă și în consolidarea mișcării olimpice în Republica Moldova.
- Ordinul Olimpic al Republicii Moldova (2011) – una dintre cele mai înalte distincții olimpice, oferită pentru contribuția semnificativă a dezvoltării sportive în țară.
- Medalia ”Meritul Olimpic”(2016) oferită pentru merite în domeniul culturii fizice și sportului, contribuție substanțială la promovarea valorilor olimpice în republica Moldova.
- Ordinul USEFS (2021) acordat pentru merite deosebite în dezvoltarea științei în domeniul culturii fizice și sportului din republica Moldova, formarea și promovarea imaginii cercetărilor științifice pe plan național și internațional.
- Titlul de „Antrenor Emerit al Republicii Moldova” (2000) – recunoaștere a impactului său asupra formării și dezvoltării sportivilor de performanță.
- Titlul de "Lucrător Emerit în domeniul Culturii Fizice și Sportului din Moldova" (2010) – apreciere pentru munca sa în promovarea educației fizice și a sportului ca piloni ai sănătății și disciplinii.
- Medalii ale Comitetului Internațional Olimpic (CIO) și ale Comitetului Național Olimpic și Sportiv din Republica Moldova – în semn de apreciere pentru activitatea în cadrul mișcării olimpice.
- Trofeul Comitetului Internațional Olimpic „Promovarea Olimpismului” (2007) – acordat pentru eforturile sale în promovarea valorilor olimpice și educației prin sport.

## Educație și carieră
Nicolai Ambrosi a urmat studii universitare între 1969 și 1973 la Institutul Pedagogic de Stat Ion Creangă din Chișinău și și-a continuat formarea profesională la Academia de Studii Economice din Moldova (2005-2009). Studii post universitare ”Economie Mondială”, ”Relații Economice Internaționale”. Este Director de Curs „Administrație Sportivă”, licențiat de Comitetul Internațional Olimpic din 2005, Lausanne, Elveția. Participant la congrese, conferințe și simpozioane internaționale din România, Bulgaria, Grecia, Macedonia, Islanda, Irlanda, Cehia, Austria, Mexic, Norvegia, Ungaria, Elveția. Șef de Misiune al Delegației Sportive a RM la mai multe ediții ale Jocurilor Olimpice. Șef de Misiune la 10 ediții ale Festivalurilor Olimpice a Tineretului European în 10 țări europene (1993-2009).  Autor de cărți: monografii, crestomații, manuale, compendii universitare, postere, note de curs, sute de lucrări, articole, comunicări și publicații științifice.  Autor și Expert al Institutului de Studii Enciclopedice a Academiei de Științe a Moldovei din 2014. Autor cu drept unic al siglei CNO aprobată de CIO din Lausanne, Elveția și de AGEPI din Moldova.

### Grad Științific
- Doctor în științe economice, „Economie Mondială”, „Relații Economice Internaționale”, 2009
- Conferențiar universitar în Pedagogie Profesională, 2013

### Titluri Sportive
- Candidat în maestru al sportului, 1973
- Antrenor Emerit al Republicii Moldova, 2000
- Lucrător Emerit în domeniul Culturii Fizice și Sportului din Moldova, 2010

## Funcții deținute
- Șef Secție, Vicepreședinte al Asociației Sportive a Sindicatelor din Moldova (1973-1986)
- Secretar General al Comitetul Național Olimpic din Republica Moldova (1991-1997)
- Director Executiv al Comitetul Național Olimpic din Republica Moldova (1997-2015)

## Acreditări
- Oficial la Jocurile Olimpice 1992 ( Barcelona, Spania )
- Șef de Misiune la Jocurile Olimpice de Iarnă 1994 ( Lillehammer, Norvegia )
- Oficial la Jocurile Olimpice 1996 (Atlanta, SUA)
- Press-Attache la Jocurile Olimpice de vară din 2000 (Sydney, Australia)
- Press-Attache la Jocurile Olimpice de iarnă din 2002 (Salt Lake City, SUA)
- Oficial la Jocurile Olimpice 2004 (Atena, Grecia)

## Distincții
Pentru activitatea Sa de excepție, Domnul Nicolai Ambrosi a fost decernat cu numeroase distincții naționale și internaționale:

### Distincții naționale
- Medalii aniversare „10, 20 și 30 ani ai CNO Moldova”, 2001, 2011, 2021
- Ordinul Olimpic al Republicii Moldova (2011)
- Medalia „Meritul Civic” (2000)
- Ordinul „Gloria Muncii” (2011)
- Medalia ”Meritul Olimpic”, 2016
- Ordinul USEFS, 2021

### Distincții internaționale
- Medalia, diploma și insigna „100 de ani ai Comitetul Internațional Olimpic” (1994)

### Titluri Onorifice
• Membru de Onoare al Comitetului Național Olimpic și Sportiv din Republica Moldova, din 2015

## Implicare internațională
Nicolai Ambrosi a jucat un rol important în reprezentarea Republicii Moldova la competițiile internaționale și la organizarea evenimentelor olimpice:

### Participare la Jocurile Olimpice
- Șef de Misiune la 10 ediții ale Festivalului Olimpic al Tineretului European:

Olanda, 1993 • Anglia, 1995 • Portugalia, 1997 • Danemarca, 1999 • Spania, 2001 • Macedonia de Nord, 2002 • Franța, 2003 • Italia, 2005 • Serbia, 2007 • Finlanda, 2009
- Oficial la Jocurile Olimpice 1992 (Barcelona, Spania )
- Șef de Misiune la Jocurile Olimpice de iarnă din 1994 (Lillehammer, Norvegia)
- Oficial la Jocurile Olimpice 1996 (Atlanta, SUA)
- Press-Attache la Jocurile Olimpice de vară din 2000 (Sydney, Australia)
- Press-Attache la  Jocurile Olimpice de iarnă din 2002 (Salt Lake City, SUA)
- Șef de Misiune la Jocurile Balcanice de la Ohrid, 2002 ( Macedonia de Nord )
- Oficial la Jocurile Olimpice 2004 (Atena, Grecia)

## Laureat și Premii Speciale
- Trofeul Internațional Olimpic „Promovarea Olimpismului” (Lausanne, Elveția, 2007)
- Trofeul „Premiul Olimpic”  (Chișinău, Moldova, 2016)
- Trofeul „Simbol al Prieteniei” (Douglasville, SUA, 1996)
- Premiul Salonului Internațional de Carte – categoria „Cartea de referință” (2014) ”Sport- Mica enciclopedie”

## Publicații și contribuții
- Autor al siglei oficiale al Comitetului Național Olimpic din Republica Moldova (1992), aprobată de Comitetul Internațional Olimpic (1993) și AGEPI din Moldova
- Autor de cărți: monografii, crestomații, manuale, compendii universitare, postere, note de curs și sute de lucrări, articole, comunicări și publicații științifice.

Nicolai Ambrosi, în activitatea Sa, a confirmat calitățile de organizator și coordonator cu un grad înalt de responsabilitate în organizarea acțiunilor sub egida și patronajul Comitetului Internațional Olimpic:
- Ziua olimpică, săptămâna olimpică, luna olimpică, dedicată zilei mondiale olimpice.
- Acțiune care îmbină sportul, olimpismul, arta, cultura și literatura într-un fenomen unic al frumuseții:
- Festivalul internațional pentru copii Prietenie, Creativitate, Sport și Olimpism.
- Concursuri: Sportul și Arta, Sportul și literatura.

Aplicând experiența acumulată a contribuit esențial la organizarea concursurilor, proiectelor, regulamentelor, în vederea fondării: 
- Academiei Olimpice din Moldova, Asociației atleților olimpici din Moldova, Ziarului olimpic Sport plus, Imnului olimpic din republica Moldova, Muzeului Olimpic din republica Moldova.

În calitate de director al Cursurilor naționale de administrație sportivă a condus un șir de stagiuni în prezența experților din străinătate: 
- Medicina sportiva, Sportul pentru toți, Sportul și ecologia, Sportul și arta, Sportul și literatura, Sportul și mass-media, a căror premianți au fost distinși cu certificate, diplome și trofee ale Comitetului Internațional Olimpic.

Domnul Nicolae Ambrosi este inițiatorul și organizatorul Lecțiilor olimpice în gimnazii, licee, instituții medii speciale și superioare, cu profesori de educație fizică și alți specialiști din domeniul sportului, școli și cluburi sportive, asociații și federații sportive.

## Galerie - distincții, titluri, diplome, certificate, legitimații etc

Medalia de Stat „Meritul Civic”
Ordinul de Stat „Gloria Muncii”
Ordinul Olimpic al Republicii Moldova
Ordinul USEFS
Medalia „Meritul Olimpic al Republicii Moldova”
Medalia jubiliară a Comitetului Internațional Olimpic
Trofeul Comitetului Internațional Olimpic
Trofeul „Simbol al Prieteniei SUA”
Trofeul „Premiul Olimpic” CNO Moldova
Diploma Salonului Internațional de Carte
Medalia Aniversară 10 ani ai CNO Moldova
Medalia Aniversară 20 ani ai CNO Moldova
Medalia Aniversară 30 ani ai CNO Moldova
Titlu „Antrenor Emerit” al Republicii Moldova
Titlu „Lucrător Emerit” al domeniului Culturii Fizice și Sportului din Republica Moldova
Certificat Internațional Olimpic „Director Curs Național”
Diplomă, medalie, insigna și fanion „Ștafeta Olimpică 1980”
Sigla oficială, pașaportul și Certificatul de Înregistrare
Acreditare: Jocurile Olimpice de vară Atlanta, SUA și de iarnă Salt Lake City, SUA
Acreditare: Jocurile Olimpice de vară Atena, Grecia
Acreditare: Jocurile Olimpice de iarnă Lillehammer, Norvegia
Legitimății:Secretar General al CNO Moldova, Director Executiv al CNO Moldova